# Starosillea, Manevîci
Starosillea (în ucraineană Старосілля) este localitatea de reședință a comunei Starosillea din raionul Manevîci, regiunea Volînia, Ucraina.

## Demografie
Componența lingvistică a localității Starosillea
     Ucraineană (99,61%)
     Alte limbi (0,39%)
Conform recensământului din 2001, majoritatea populației localității Starosillea era vorbitoare de ucraineană (99,61%), existând în minoritate și vorbitori de alte limbi.